# 西いわみ農業協同組合
西いわみ農業協同組合（にしいわみのうぎょうきょうどうくみあい）は、かつて存在していた農業協同組合。益田市と鹿足郡（津和野町・吉賀町）を管轄地域としていた。

## 概要
1999年3月1日、管轄地域の2つの農協（益田市農業協同組合、美鹿農業協同組合）が合併して発足。

営農指導事業、販売事業、経済事業、購買事業、信用事業、共済事業のほか、介護事業、福祉事業、観光事業などを行っていた。
吉賀町の指定金融機関を受託していた（合併により、島根県農業協同組合が継承している）。

## 沿革
- 1993年8月 - 美濃郡・鹿足郡の6農協（石見美都町・匹見町・津和野町・日原町・柿木村・六日市町）が合併し、美鹿農協が発足。
- 1999年3月 - 益田市農協と美鹿農協が合併し西いわみ農協発足。
- 2010年1月 - 本所を新築移転。
- 2015年3月1日をもって島根県の他の農業協同組合と合併し、島根県農業協同組合となり、現在はJAしまね西いわみ地区本部となっている。